# 춘 엔터테인먼트의 음반
이 문서는 춘 엔터테인먼트에서 발매한 음반의 목록이다.

## 2010년대
- 2017년 3월 9일 용국&시현 - [Digital Single] 나야 나[1]
- 2017년 4월 27일 세븐 스트릿 - [Digital Single] 훨훨
- 2017년 5월 6일 용국&시현 - [Digital Single] 나야 나 (Piano Ver.)[2]
- 2017년 5월 22일 다미아노 - 파수꾼 OST Part.1[3]
- 2017년 5월 31일 다미아노 - [Digital Single] It`s Like Electronic Music
- 2017년 7월 31일 용국&시현 - the.the.the
- 2017년 11월 25일 손효규 - [Digital Single] 친구라도 될 걸 그랬어
- 2017년 12월 12일 시현 - [Digital Single] 고구마 X 100개[4]
- 2017년 12월 23일 세븐 스트릿 - [Digital Single] 어제의 별
- 2018년 2월 18일 세븐 스트릿 - [Digital Single] 니가 필요해
- 2018년 4월 4일 다미아노 - [Digital Single] COLORS
- 2018년 5월 3일 세븐 스트릿 - [Digital Single] 솔직할 수는 없어요
- 2018년 6월 13일 용국 - [Digital Single] Clover
- 2018년 8월 29일 용국 - Friday n Night
- 2018년 12월 3일 다미아노 - [Digital Single] Come Around
- 2019년 1월 14일 다미아노 - [Digital Single] Hours
- 2019년 2월 17일 세븐 스트릿 - [Digital Single] 다시 만날 수 있을까
- 2019년 2월 25일 손효규 - [Digital Single] Slow Video
- 2019년 3월 8일 다미아노 - [Digital Single] 바람
- 2019년 5월 27일 위인더존 - We In The Zone
- 2019년 8월 29일 용국 - Mono Diary
- 2019년 9월 3일 위인더존 - [Digital Single] Wish List
- 2019년 9월 24일 찬휘 - [Digital Single] 이젠 말할게
- 2019년 10월 30일 위인더존 - Weeee!

## 2020년 ~ 2022년
- 2020년 3월 23일 위인더존 - [Digital Single] Wish List Part.2